# Theridion pires
Theridion pires là một loài nhện trong họ Theridiidae.
Loài này thuộc chi Theridion. Theridion pires được Herbert Walter Levi miêu tả năm 1963.